# Liste von Schiffen mit dem Namen Carabiniere
Den Namen Carabiniere erhielten folgende Kriegsschiffe der italienischen Marine:

## Herkunft
Carabiniere ist die Bezeichnung für einen Angehörigen der Carabinieri. Die Carabinieri (it.: Arma dei Carabinieri, dt.: „Karabinier-Truppe“) sind die Gendarmerie Italiens.

## Namensträger
- Carabiniere (1909), ein Zerstörer der Soldato-Klasse der Regia Marina, der 1925 als Torpedoboot außer Dienst gestellt wurde
- Carabiniere (1938), ein Zerstörer der Soldati-Klasse der Regia Marina, der von 1946 bis 1965 im Dienst der Marina Militare stand
- Carabiniere (F 581), eine Fregatte der Alpino-Klasse der Marina Militare, die 2008 als Erprobungsschiff außer Dienst ging
- Carabiniere (F 593), eine Fregatte der Bergamini-Klasse, die 2015 in Dienst gestellt werden soll